# そらゆき
そらゆきは、イネの品種の一つ。

## 概要
北海道岩見沢市にある北海道立総合研究機構農業研究本部中央農業試験場が育成した。「空育180号」の系統番号で試験され、2014年（平成26年）に北海道の優良品種として採用された。
- 交配組合せ：上育455号×大地の星

既存の「ほしのゆめ」「ななつぼし」などとは異なり、当初より業務用をターゲットとして開発された品種で、「きらら397」の特徴である「粘り気が少ない」点を受け継いでいるほか、収量がきらら397より多い（きらら対比で約108%、ななつぼし対比で約103%）、耐冷性・いもち病抵抗性が強く割籾が少ないといった特徴を持つ。一方で耐倒伏性・初期生育の点ではきららにやや劣る。
当初ホクレンでは「将来的に既存のきらら397の作付を全てそらゆきで置き換える予定」としていた。実際に外食産業では、食味やたれをかけた後の粒感などが評価され吉野家が2015年より段階的にきらら397からそらゆきへの切り替えを進める方針を明らかにしている。しかし2018年（平成30年）時点で北海道内の作付面積は463ha（道内全体の約0.5%）にとどまり、置き換えは進まなかった。ホクレンも、そらゆきと比べてもさらに収量が多くいもち病抵抗性も高い「そらきらり」（空育195号）を2024年より本格的に導入する方針を明らかにしている。